# Replicação do ADN

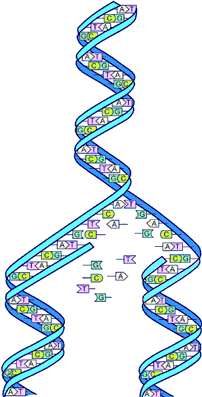
Figura 1: Clássico esquema da replicação, demonstrando o modelo de replicação semiconservativo (omitidas as enzimas que participam do processo).

A replicação é o processo de duplicação de uma molécula de DNA de dupla cadeia (hélice). Os mecanismos de replicação dos procariotos e eucariotos são idênticos. Como cada cadeia de DNA contém a mesma informação genética, qualquer uma delas pode servir como molde. Por isso a replicação do DNA é dita semiconservativa.
A replicação deve acontecer antes da divisão celular. Em procariotos a replicação ocorre entre as divisões celulares, enquanto que nos eucariotos ocorre na fase S da interfase (para maiores detalhes, veja ciclo celular). A replicação também pode ser reproduzida em laboratório através de um ensaio conhecido como PCR.
Os mecanismos de verificação de erros, a nível celular, permitem que a replicação do ADN seja praticamente perfeita. Através da enzima exonuclease é possível a verificação e edição de bases pareadas erroneamente, permitindo a inserção da base correta e a continuidade do processo. Existem dois tipos de exonucleases: Aquelas que corrigem do sentido da extremidade 3' para a extremidade 5', denominados de exonuclease de revisão, pois param a polimerização do ADN e retornam, retirando a base nitrogenada e corrige o erro ocorrido. E a outro exonuclease é que corrigem do sentido da extremidade 5' para a extremidade 3', sendo o sentido da polimerização, a exonuclease retira blocos de nucleotídeos que possam ter um nick (ausência de ponte fosfodiéster) ou um gap (falta de um ou mais nucleotídeos).

## Introdução

Figura 2: DNA

O DNA é um polímero de nucleotídeos unidos entre si por ligações fosfodiéster. As fitas complementares estão ligadas por ligações de hidrogênio. Nas células, cada cadeia está orientada em sentido contrário ao da outra (antiparalelismo). Os nucleotídeos são compostos por açúcar (pentose), radicais fosfatos e bases nitrogenadas. As bases nitrogenadas são:
- Adenina
- Guanina
- Citosina
- Timina

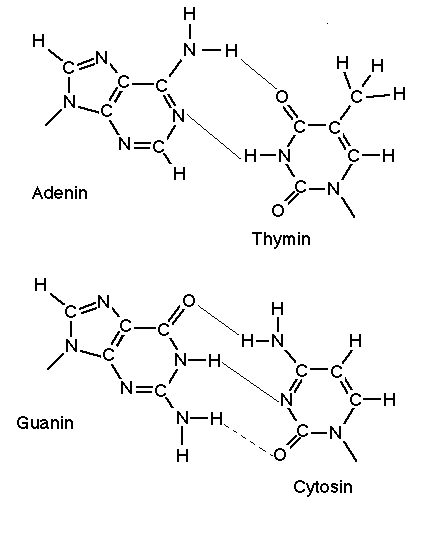
Figura 3: Complementariedade das bases

Os nucleotídeos de uma cadeia da molécula de DNA podem interagir com os da cadeia complementar através de ligações de hidrogênio entre suas bases nitrogenadas, sendo que a adenina se liga por meio de duas ligações de hidrogênio à timina, e a citosina se liga através de três ligações com a guanina (figura 3).

### O DNA  se replica sozinho
Para que o processo de replicação se inicie é necessária a atuação de uma enzima, a helicase. A enzima liga-se à cadeia de DNA e desliza sobre esta, quebrando as ligações entre as duas cadeias de nucleótidos - ligações de hidrogênio - ficando então as duas cadeias de DNA separadas. Em seguida, os nucleotídeos livres existentes no núcleo ligam-se, por complementaridade de bases, à cadeia de DNA. De uma cadeia original de DNA formam-se duas. A replicação do DNA é o processo de autoduplicação do material genético, mantendo o padrão de herança ao longo das gerações.
Cada cadeia do DNA é duplicada formando uma fita híbrida, isto é, a cadeia velha pareia com a cadeia nova formando um novo DNA; de uma molécula de DNA formam-se duas outras iguais a ela. Cada DNA recém formado possui uma das cadeias da molécula-mãe, por isso o nome semiconservativa.
Ao mesmo tempo em que a helicase vai abrindo a molécula de DNA, outra enzima chamada polimerase liga um grupo de nucleotídeos que se pareiam com os nucleotídeos da molécula-mãe.
Além da capacidade de duplicação, o DNA também é responsável pela síntese de outro ácido nucleico muito importante para a célula: o ácido ribonucleico ou RNA. Da mesma forma que o DNA, o RNA também é uma molécula grande, formada por várias partes menores chamadas nucleotídeos. Por isso diz-se que tanto DNA como RNA são polinucleotídeos.
A duplicação do DNA explica a grande semelhança existente entre as várias gerações de uma determinada espécie, uma vez que o equipamento genético-representado basicamente pelo conjunto de moléculas de DNA que um organismo possui mantém-se mais ou menos inalterado ao se transferir de pais para filhos.

## Investigação de Meselson e Stahl

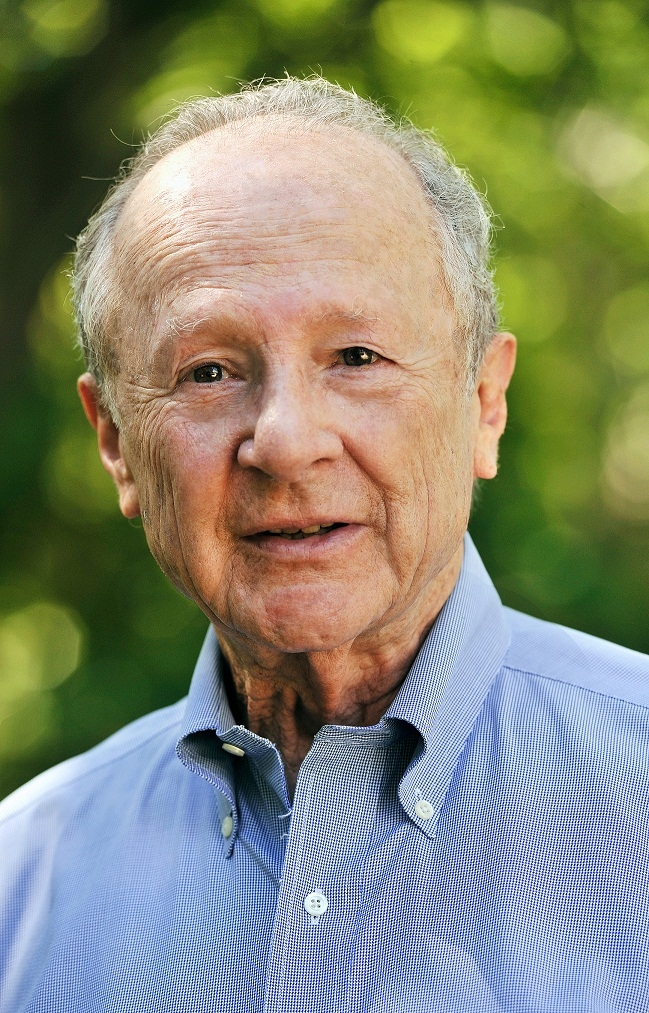
Fotografia de Matthew Meselson tirada em 2010

### Explicação escrita
A experiência, desenvolvida pelos cientistas Matthew Meselson e Franklin Stahl, foi importante para a descoberta e demonstração do mecanismo da replicação do DNA em bactérias E.Coli.
Dentre as possibilidades, as replicações poderiam ser semiconservativa, conservativa ou dispersiva. No entanto, nesse experimento foi confirmado que o tipo de replicação é semiconservativo. No desenvolvimento da investigação, eles precisariam que moléculas de DNA parental com nucleotídeos de uma determinada densidade se replicassem em um meio com nucleotídeos de densidade diferente. Caso o DNA fosse replicado de maneira semiconservativa, as moléculas geradas teriam uma parte antiga e outra nova, contendo uma densidade intermediária.
Num primeiro momento, os cientistas cultivaram a bactéria E.coli em um meio com nitrogênio em seu isótopo pesado ({\displaystyle {\ce {^{15}_{7}N}}}) ao invés do isótopo leve ({\displaystyle {\ce {^{14}_{7}N}}}) e logo após, centrifugaram seu DNA. Depois das divisões celulares, foi observado que todas as cadeias que se originaram após a cultivação possuíam apenas {\displaystyle {\ce {^{15}_{7}N}}}.

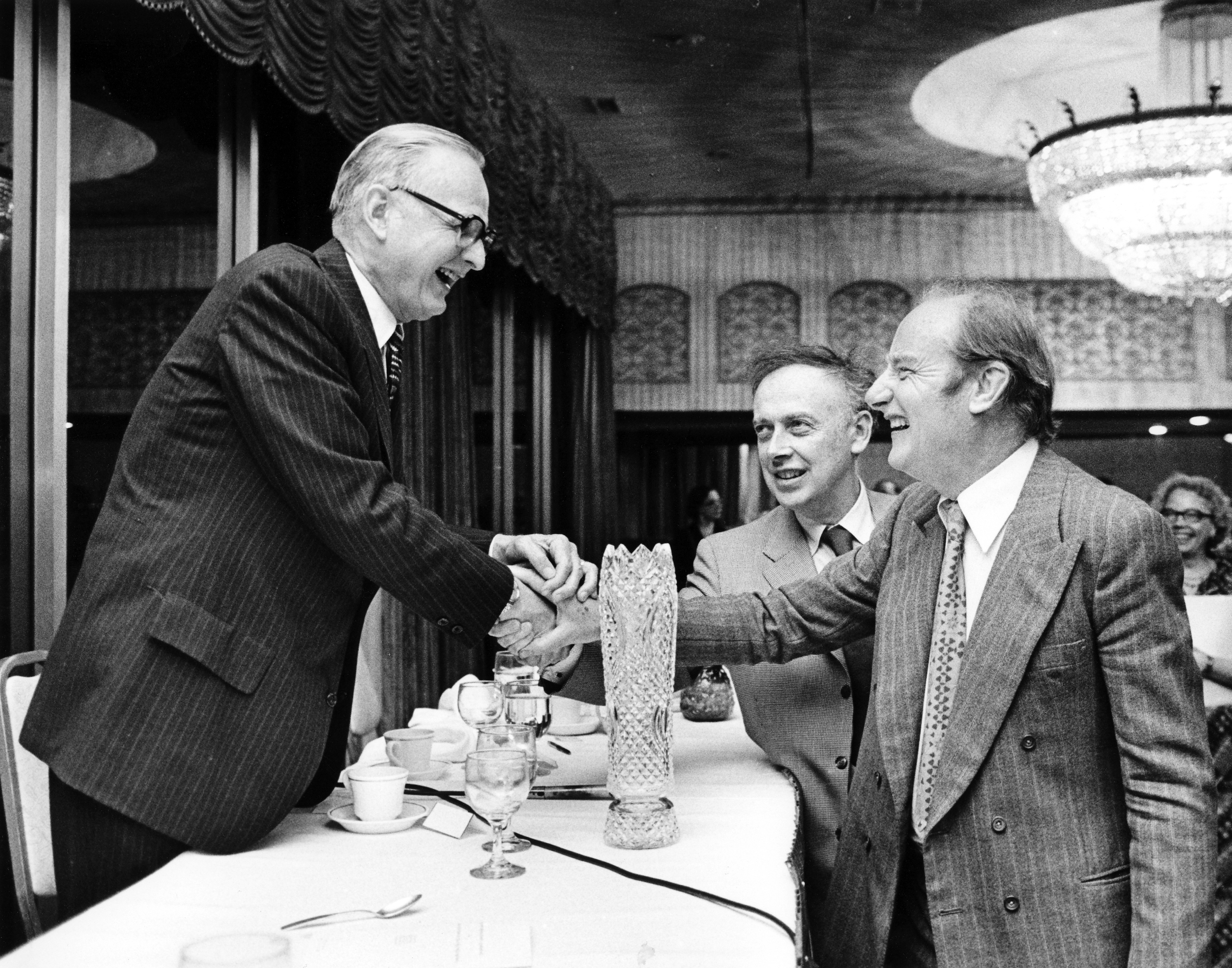
Fotografia com Francis Crick e James D Watson, à esquerda, que propuseram o Modelo semiconservativo.

Num segundo momento, as células que estavam em um meio com o isótopo pesado foram colocadas em um meio com isótopo leve ({\displaystyle {\ce {^{14}_{7}N}}}) e, após algumas divisões celulares, os cientistas coletaram amostras e isolaram o DNA de cada uma. Após isso, o DNA de diferentes densidades foram separados por centrifugação em gradiente de cloreto de césio, onde o {\displaystyle {\ce {CsCl}}} é centrifugado em uma velocidade de aproximadamente 50.000 rpm durante horas e os íãos césio e cloreto são empurrados pela força centrífuga para o fundo do tubo, estabelecendo um gradiente de íões, sendo a densidade mais alta no fundo. O DNA que foi centrifugado por esse processo irá formar uma banda na posição de sua densidade e o DNA de diferentes densidades irá formar bandas em lugares diferentes. As células que foram cultivadas no isótopo pesado apresentaram DNA com alta densidade.
Após isso, foi observado que, após o cultivo das células no isótopo leve ({\displaystyle {\ce {^{14}_{7}N}}}), o DNA passou a ser de densidade intermediária, apresentando uma parte {\displaystyle {\ce {^{14}_{7}N}}} e outra {\displaystyle {\ce {^{15}_{7}N}}}. Meselson e Stahl continuaram os experimentos com as gerações de E.coli e distinguiram a replicação semiconservativa da dispersiva, onde, após duas gerações, é possível observar DNA de densidade intermediária e densidade baixa, como previsto no modelo de replicação semiconservativa de Watson e Crick.

### Passos/Procedimento[5]
Meselson e Stahl usaram nitrogénio pesado ({\displaystyle {\ce {^{15}_{}N}}}), um isótopo estável do nitrogénio. As moléculas que contém {\displaystyle {\ce {^{15}_{}N}}} são mais densas do que as moléculas idênticas que contêm o isótopo mais comum do nitrogénio ({\displaystyle {\ce {^{14}_{}N}}}).

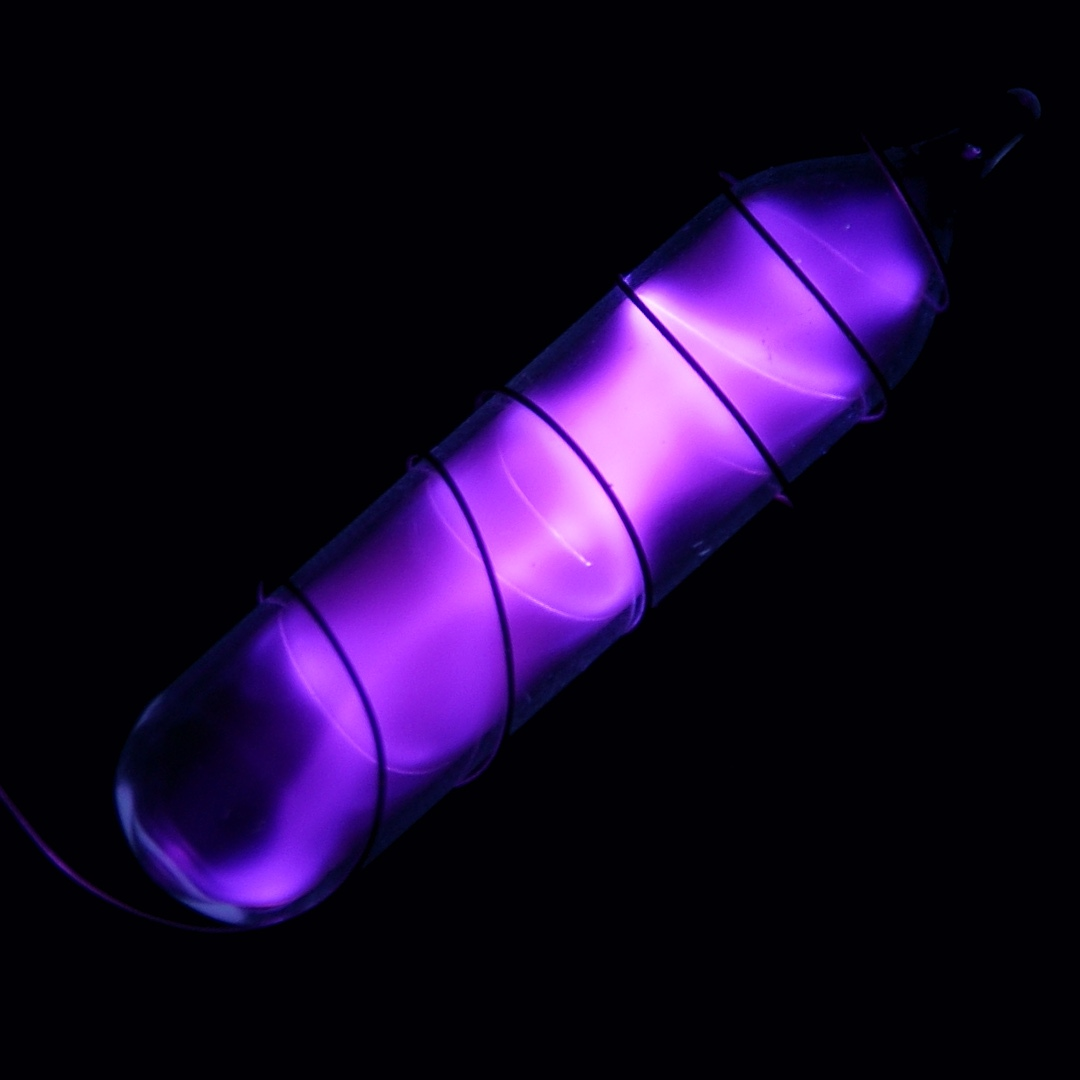
Brilho do nitrogénio

Pode considerar-se que este trabalho experimental teve duas etapas, as quais são descritas seguidamente de forma sucinta.

#### 1.ª ETAPA
Uma solução de cloreto de césio ({\displaystyle {\ce {CsCl}}}), após intensa centrifugação, cria um gradiente de densidade ao longo do tubo de ensaio. A enorme força criada pela centrifugação obriga o cloreto de césio a migrar para o fundo do tubo, gerando um gradiente de concentração (e, consequentemente, de densidade). É de esperar que cada cadeia de DNA se desloque ao longo deste gradiente de densidade até encontrar um ponto em que a sua densidade seja igual à densidade da solução de {\displaystyle {\ce {CsCl}}} nesse local.

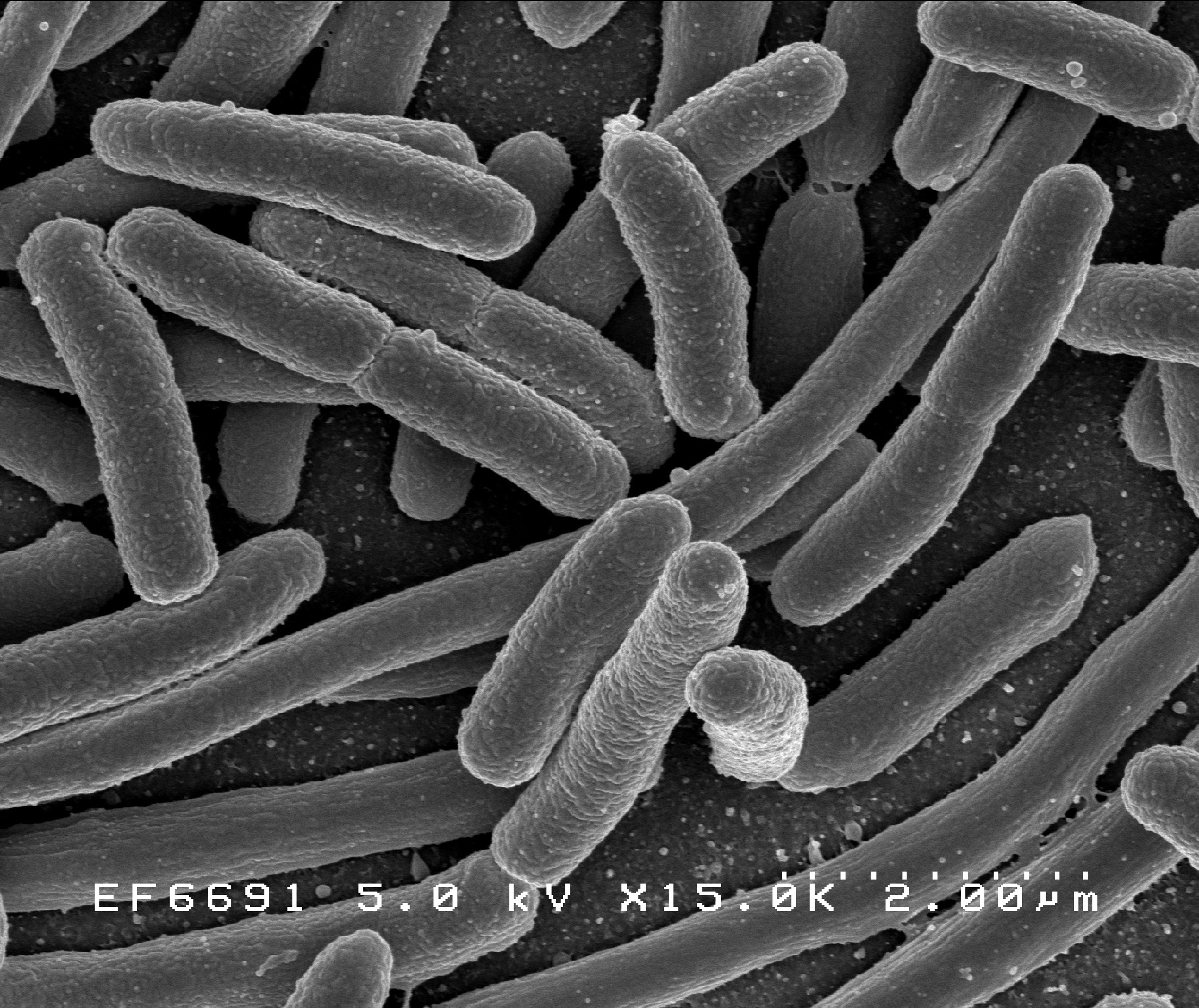
Bactéria Escherichia Coli

##### PROCEDIMENTO
1. Cultivaram bactérias (Escherichia coli) em meios de cultura diferentes: um contendo um isótopo pesado de nitrogénio ({\displaystyle {\ce {^{15}_{}N}}}) e outro contendo nitrogénio leve ({\displaystyle {\ce {^{14}_{}N}}}).
2. Extraíram o DNA das bactérias presentes em cada um dos meios de cultura.
3. Colocaram essas amostras de DNA numa solução de cloreto de césio ({\displaystyle {\ce {CsCl}}}), procedendo à sua centrifugação.
4. Determinaram a distribuição de DNA ao longo do tubo.

#### 2.ª ETAPA

##### PROCEDIMENTO
1. Cultivaram bactérias (E. coli) num meio de cultura com {\displaystyle {\ce {^{15}_{}N}}}.
2. Após várias gerações de bactérias se terem desenvolvido no meio com nitrogénio pesado, foram transferidas para um meio de cultura com nitrogénio leve ({\displaystyle {\ce {^{14}_{}N}}}).
3. Imediatamente após a transferência, foi retirada uma amostra de onde se extraiu o DNA que foi sujeito a centrifugação.
4. Ao fim de 20 minutos (tempo necessário para que estas bactérias se dividam e originem uma nova geração), foi retirada uma amostra, extraído o DNA e centrifugado.
5. Ao fim de 40 minutos, foi retirada uma nova amostra que foi sujeita ao procedimento anterior (extração e centrifugação de DNA).

## Etapas da polimerização do DNA em células procarióticas
Na célula, a replicação do DNA tem início em locais específicos do genoma denominadas origens de replicação. Mais especificamente, inicia-se numa zona da cadeia denominada tripleto de iniciação. Neste local as helicases começam a abrir a cadeia para ambos os lados da origem, quebrando as ligações de hidrogênio existentes entre as bases complementares e dando origem a uma "bolha de replicação" que é constituída por duas forquilhas de replicação. Em seguida liga-se às cadeias de DNA a enzima RNA primase que sintetiza um primer, que consiste numa sequência de bases de RNA que iniciam a síntese, visto que a DNA polimerase III não tem a capacidade de o fazer pela ausência de grupos hidroxila expostos. Após a síntese do primer, a DNA polimerase III vai continuar o processo que ocorre no sentido da extremidade 5' para a extremidade 3' da nova cadeia. Como a DNA polimerase vai atuar para ambos os lados da origem de replicação, por cada cadeia simples de DNA existente, uma parte da nova cadeia será sintetizada na direção da replicação. Esta cadeia é sintetizada de modo contínuo e denomina-se "cadeia contínua". Existe uma outra parte da cadeia em que a direção da replicação é contrária à direção da síntese, esta cadeia é sintetizada descontinuamente, isto é, a RNA primase vai sintetizar vários primers ao longo da cadeia, inicialmente próximo da origem de replicação e posteriormente a maior distância. Os fragmentos formados são denominados fragmentos de Okazaki. Entre estes fragmentos existem primers que serão removidos e substituídos por DNA, pela ação de uma outra DNA polimerase, a DNA polimerase I. Como a DNA polimerase não consegue estabelecer a ligação entre esses nucleótidos e os que se encontram nas extremidades dos fragmentos de Okazaki, formam-se lacunas entre o grupo fosfato de um e o carbono 3' do outro. Esses nucleótidos são posteriormente ligados pela DNA ligase. A esta cadeia chama-se "cadeia descontínua". As partes finais da cadeia de DNA denominadas telômeros são sintetizadas pela enzima telomerase. A telomerase é uma DNA polimerase com atividade de transcriptase reversa. Apresenta um molde interno de RNA e a partir daí é capaz de sintetizar o DNA das extremidades cromossômicas, evitando a perda progressiva e encurtamento dos telômeros. Durante todo o processo de replicação atuam outras enzimas entre elas as topoisomerases que têm como função evitar o enrolamento da cadeia durante a síntese.